# Gutenko-Nunatakker
Die Gutenko-Nunatakker sind eine Gruppe schmaler und länglicher Nunatakker im westantarktischen Marie-Byrd-Land. Sie ragen 1,5 km westlich des Mount Morgan in den Ford Ranges auf.
Wissenschaftler der United States Antarctic Service Expedition (1939–1941) entdeckten sie bei einem Überflug im Jahr 1940. Namensgeber ist Sigmund Gutenko (1905–1991), Koch auf der West Base bei dieser Forschungsreise.